# Нистерау
Нистерау (њем. Nisterau) општина је у њемачкој савезној држави Рајна-Палатинат. Једно је од 192 општинска средишта округа Вестервалд. Према процјени из 2010. у општини је живјело 917 становника. Посједује регионалну шифру (AGS) 7143277.

## Географски и демографски подаци
Нистерау се налази у савезној држави Рајна-Палатинат у округу Вестервалд. Општина се налази на надморској висини од 470 - 568 метара. Површина општине износи 3,3 km². У самом мјесту је, према процјени из 2010. године, живјело 917 становника. Просјечна густина становништва износи 281 становника/km².